# Anne Massoteau
Pour les articles homonymes, voir Massoteau.
Anne Massoteau est une actrice et directrice artistique française.
Active dans le doublage, elle est la voix française régulière de Judy Greer, Rebecca Field, Audrey Marie Anderson, Rachel Griffiths ou encore Stana Katic, notamment dans la série télévisée Castle.

## Biographie

### Études
Anne Massoteau est formée au Conservatoire de Bordeaux et à l'École du Passage de Niels Arestrup.

### Carrière
Elle a été animatrice sur les radios FIP Bordeaux, Radio France Bordeaux Gironde et Radio Classique.

### Vie privée
Anne Massoteau est mariée à l'acteur Guillaume Orsat.

## Théâtre

### En tant que comédienne
- 1983 : La Dispute et Les Acteurs de bonne foi de Marivaux, mise en scène de Françoise Jouve, théâtre Germinal de Bordeaux
- 1984 : Marat-Sade de Peter Weiss, mise en scène de Gérard Laurent et Raymond Paquet, Cie dramatique d’Aquitaine
- 1985 : Amour et Mouron de Raymond Paquet, mise en scène de Raymond Paquet, Cie dramatique d’Aquitaine
- 1985 : Les Amours de dom Perlimplin et Belise en son jardin de Federico García Lorca, mise en scène de Marie Llano, C.N.R. de Bordeaux
- 1986 : L’Atelier de Jean-Claude Grumberg, mise en scène de Raymond Paquet, C.N.R. de Bordeaux
- 1986 : Propriété condamnée de Tennessee Williams, mise en scène de Gérard Laurent, C.N.R. de Bordeaux
- 1988 : Mademoiselle Julie d'August Strindberg, mise en scène de Jean-Pierre Girard et Francine Eymery, Cie Aurige / Entrepôts Lainé - Bordeaux
- 1990 : L’Ours d'Anton Tchekhov de mise en scène de Gilles Sacksik
- 1990 : On ne badine pas avec l'amour d'Alfred de Musset, mise en scène d'Élisa Chicaud, Cie du théâtre de l’Escabeau
- 1991-1992 : Teatr d’après Mikhaïl Boulgakov, adaptation et mise en scène de Sophie Renaud, théâtre Paris-Plaine et tournée scènes nationales
- 1992 : Mère Couragede Bertolt Brecht, mise en scène de Philippe Reache, Cie du théâtre de l’Escabeau
- 1992-1995 : Minute papillon/Les Variations de la fontaine, créations pour jeune public avec la Cie La Fontaine aux images, mise en scène de René Valverde
- 1995-1998 : L'Observatoire, mise en scène de Thierry Atlan, Philippe Chemin, J.D. Magnien, Michel Simonot, théâtre de la Tempête, théâtre du Chaudron, Le Hublot, L’Entrepôt, Gare au Théâtre, studio-théâtre de Stains, cinéma Méliès de Montreuil
- 1996-1997 : Amour et Piano, par la fenêtrede Georges Feydeau et Chansonnettes 1900, mise en scène d'Étienne Rattier, Cie de l’Instant / Espace Icare, théâtre de Dreux
- 1996-2008 : Rencontres à la cartoucherie:
  - Cabaret explosif (création collective), mise en scène de J. Zimina, MD. Freval, M. Cochet
  - Conciliabule d'Arnaud Carbonnier, mise en scène d'Arnaud Carbonnier
  - Entre chiens et loups (lettres d’Algérie), mise en scène de Marc Berman
  - Fuck Lénine, oui mais que faire ?, mise en scène Hervé Dubourjal
  - Hikikomoride Sylvianne Schivre, mise en scène de Michel Cochet
  - La poste populaire russe d'O. Bogaev, mise en scène de Julia Zimina
  - Les invités manquantsde M.-A. Sevilla, mise en lecture de Julia Zimina
  - Où est la laisse du chien ? d'O. Charneux, mise en scène de Philippe Lagrée
  - Petit dîner en marsde Daniel Isoppo, mise en scène de Daniel Isoppo
  - Seule ce soirde Michel Cochet, mise en scène de Julia Zimina et  Michel Cochet
  - Une famille au hasard (création collective), mise en scène de Julia Zimina
- 1997 : La Poudrière sentimentale (montage de textes de Visniec, Marangozov, Plejnev), mise en scène Claude Bonin, Festival de Sozopol (Bulgarie)
- 1997 et 2001 : Le Triomphe de l'amourde Marivaux, mise en scène de Chantal Trichet, théâtre de Jussieu, studio Berthelot, théâtre du Chaudron
- 1998-2006 : L’Amour en toutes lettres - Questions sur la sexualité à l'abbé Viollet (1924-1943), mise en scène de Didier Ruiz, Cie des Hommes / Théâtre dans les bars, tournée scènes nationales, théâtre Paris-Villette, Lavoir moderne parisien, théâtre du Chaudron
- 2003 : Deye Kaz Bernarda Alba d’après F. Garcia Lorca, mise en scène et adaptation d'Odile Pedro Léal, tournée en Guyane, TOMA (Théâtre d’outre-mer à Avignon)
- 2004 : Edmond la Vanille de Jean-Paul Cathala, mise en scène de Jean-Paul Cathala, Cie Avant-Quart, tournée
- 2006 : Un drôle de métier de B. Tilliette, mise en scène de Hervé Dubourjal, tournée
- 2009 : Monstres de S. Renauld, mise en scène de Sophie Renauld, Le Réservoir (Chalon-sur-Saône)
- 2010 : LCRCG : La Conférence de presse, performance mise en scène par Lætitia Guedon et Thomas Poitevin, festival Spectaculaires.

### En tant que dramaturge
- 2016-2018 : Shaman et Shadoc ou l'Imposture des rats de Pierre Margot, mise en scène de l'auteur, théâtre Essaïon[4]

## Doublage

### Cinéma

#### Films
- Judy Greer[5] dans (19 films) :
  - Le Village (2004) : Kitty Walker
  - Rencontres à Elizabethtown (2005) : Heather Baylor
  - American Dreamz (2006) : Accordo
  - 27 robes (2008) : Casey
  - Coup de foudre à Seattle (2009) : Marty
  - Jeff, Who Lives at Home (2011) : Linda
  - Carrie : La Vengeance (2013) : Mme Desjardin
  - Men, Women and Children (2014) : Donna Clint
  - Entourage (2015) : elle-même
  - Jurassic World (2015) : Karen
  - Ant-Man (2015) : Maggie
  - Nos âmes la nuit (2017) : Holly
  - Wilson (2017) : Shelly
  - Ant-Man et la Guêpe (2018) : Maggie
  - Driven (2018) : Ellen Hoffman
  - Chaud devant ! (2019) : Dr Amy Hicks
  - Mon oncle Frank (2020) : Kitty Bledsoe
  - Hollywood Stargirl (2022) : Ana Caraway
  - Les Gardiens de la Galaxie Vol. 3 (2023) : War Pig
- Rachel Griffiths[5] dans :
  - Sexy Dance (2006) : Charlotte Gordon
  - Dans l'ombre de Mary (2013) : tante Ellie
  - Tout sauf toi (2023) : Innie
- Marjaana Maijala (en)[5] dans :
  - L'Invisible Elina (2002) : Marta
  - Une autre mère (2005) : Kirsty Lahti
- Frances O'Connor[5] dans :
  - Prisonniers du temps (2003) : Kate Ericson
  - Conjuring 2 : Le Cas Enfield (2016) : Peggy Hodgson

- 1998 : The Gingerbread Man : Leanne (Famke Janssen)
- 1998 : My Name Is Joe : Maggie (Lorraine McIntosh (en))
- 1998 : Final Cut : Sadie (Sadie Frost)
- 1999 : Broadway, 39e rue : Olive Stanton (Emily Watson)
- 1999 : Boys Don't Cry : Candace (Alicia Goranson)
- 2001 : The Hole : Elizabeth Dunn (Thora Birch)
- 2001 : Glitter : Roxanne (Tia Texada)
- 2004 : Alamo : Rosanna Davis (Emily Deschanel)
- 2005 : De l'ombre à la lumière : Alice Fox (Alicia Johnston)
- 2005 : Petites Confidences (à ma psy) : Katherine (Annie Parisse)
- 2009 : Adventureland : Un job d'été à éviter : Paulette (Kristen Wiig)
- 2009 : Millénium 2 : La Fille qui rêvait d'un bidon d'essence et d'une allumette : Mia Bergman (Jennie Silfverhjelm (sv))
- 2011 : En quarantaine 2 : Paula (Bre Blair)
- 2013 : Haunter : la mère d'Olivia (Sarah Manninen (en))
- 2018 : L'Exorcisme de Hannah Grace : Lisa Roberts (Stana Katic)
- 2019 : L'Ombre de Staline : Miss Stevenson (Fenella Woolgar)
- 2021 : Il Divin Codino : L'art du but par Roberto Baggio : Matilde Baggio (Anna Ferruzzo)
- 2021 : Shang-Chi et la Légende des Dix Anneaux : Madame Chen (Jodi Long)
- 2021 : La Main de Dieu : Maria Schisa (Teresa Saponangelo)
- 2022 : Double vice : Ann van Passel (Sofie Decleir (nl))
- 2023 : Le Manoir hanté : ? (?)
- 2024 : Irish Wish : Olivia Kennedy (Jacinta Mulcahy)
- 2024 : Golden Kamui : ? (?)

#### Films d'animation
- 2014 : La Grande Aventure de Maya l'abeille : la nourrice

### Télévision

#### Téléfilms
- Cynthia Preston dans :
  - The Thin Blue Lie (2000) : Kate Johnson
  - Un œil sur mon mari (2007) : Jeanette
- 2001 : 1943, l'ultime révolte : Zivia Lubetkin (Sadie Frost)
- 2006 : Obsession maternelle : Carrie (Eva LaRue)
- 2007 : Dernière Obsession : Karen Reynolds (Marianne Farley)
- 2007 : Perdues dans la tourmente : Joyce Strickland (Alicia Johnston)
- 2009 : Wyvern : Hampton (Tinsel Korey)
- 2010 : Piège en haute-couture : Andrea Maxwell (Claudia Besso)
- 2015 : Un Noël magique : Lindsay Monroe (Bridget Regan)
- 2016 : Douce Audrina : l'enfant sans passé : Ellsbeth (Jennifer Copping)
- 2018 : La Vengeance de ma sœur jumelle : Bernadette (Paula Giroday)
- 2019 : Quand ma fille dérape... : Solange (Jessica Buda)
- 2020 : Deux stars pour Noël : Jennifer (Nicole Oliver)
- 2021 : Le mauvais choix de ma meilleure amie : Britney Wyles (René Ashton)

#### Séries télévisées
- Judy Greer[5] dans (11 séries) :
  - Les Experts : Miami (2005) : Pamela Warren (saison 3, épisode 12)
  - Mon oncle Charlie (2007-2015) : Myra / Bridget Schmidt (13 épisodes)
  - The Big Bang Theory (2010) : Dr Elizabeth Plimpton (saison 3, épisode 21)
  - Royal Pains (2012) : Veronica (saison 4, épisode 5)
  - Mom (2015) : Michelle (saison 3, épisode 3)
  - Room 104 (2018) : Darla Andrews (saison 2, épisode 3)
  - Kidding (2018-2020) : Jill Piccirillo (20 épisodes)
  - Calls (2021) : Alexis (voix - saison 1, épisode 3)
  - The Thing About Pam (2022) : Leah Askey (mini-série)
  - White House Plumbers (en) (2023) : Fran Liddy (mini-série)
  - Stick (en) (2025) : Amber-Linn
- Rebecca Field dans (10 séries) :
  - The Client List (2012-2013) : Lacey Jean-Locklin (24 épisodes)
  - Grey's Anatomy (2014) : Sabine McNeil (7 épisodes)
  - NCIS : Los Angeles (2015) : Ginny (saison 6, épisode 20)
  - Code Black (2016) : Lori Nicholson (saison 1, épisode 14)
  - Los Angeles : Bad Girls (2019) : Alice Kensler (saison 1, épisodes 11 et 13)
  - The Resident (2019) : Susan Mitchka (saison 3, épisode 5)
  - The Rookie : Le Flic de Los Angeles (2019) : Sarah Murphy (saison 2, épisode 8)
  - Chicago Med (2021) : Susan Miller (saison 7, épisode 5)
  - 9-1-1: Lone Star (2022) : Joy (saison 3, épisode 14)
  - Hacks (2022) : Lorna (saison 2, épisode 2)
- Bre Blair dans (8 séries) :
  - Suspect numéro 1 : New York (2011) : Allison Martin (épisode 7)
  - 90210 Beverly Hills : Nouvelle Génération (2011) : Winter (saison 4)
  - Night Shift (2016) : Dana (saison 3, épisode 11)
  - Narcos (2017) : Lorraine (saison 3, épisode 1)
  - S.W.A.T. (2017-2025) : Annie Kay (28 épisodes)
  - Grey's Anatomy : Station 19 (2019) : Jennifer Ripley (saison 2, épisodes 15 et 16)
  - Magnum (2019) : Lina (saison 2, épisode 3)
  - Alert (2023) : June Butler (saison 1, épisodes 2 et 4)
- Bridget Regan[6] dans (6 séries) :
  - The Black Donnellys (2007) : Trish Hughes (4 épisodes)
  - FBI : Duo très spécial (2013-2014) : Rebecca Lowe / Rachel Turner (10 épisodes)
  - Agent Carter (2015-2016) : Dorothy « Dottie » Underwood (10 épisodes)
  - The Good Wife (2015) : Madeline Smulders (saison 7, épisode 1)
  - Grey's Anatomy (2016) : Megan Hunt (saison 13, épisode 8)
  - The Rookie : Le Flic de Los Angeles (2022-2023) : Monica Stevens (saison 5)
- Audrey Marie Anderson dans (6 séries) :
  - Arrow (2013-2020) : Lyla Michaels (40 épisodes)
  - Flash (2016-2019) : Lyla Michaels / Harbinger (5 épisodes)
  - Mad Dogs (en) (2016) : Tabatha (épisode 7)
  - Supergirl (2019) : Lyla Michaels / Harbinger (saison 5, épisode 9)
  - Legends of Tomorrow (2020) : Lyla Michaels (épisode spécial Arrowverse)
  - Tommy (en) (2020) : Amanda (épisode 1)
- Rachel Griffiths[6] dans (4 séries) :
  - Six Feet Under (2001-2005) : Brenda Chenowith (63 épisodes)
  - Brothers and Sisters (2006-2011) : Sarah Walker (110 épisodes)
  - When We Rise (2017) : Diane Jones (mini-série)
  - The Wilds (2020-2022) : Gretchen Klein (18 épisodes)
- Janet Kidder dans (4 séries) :
  - The Killing (2012) : Dr Carey (saison 2, épisode 10)
  - Motive (2013) : Melinda (saison 1, épisode 6)
  - Le Maître du Haut Château (2018) : Lila Jacobs (saison 3)
  - Charmed (2021) : Dean Rebecca Eldon (saison 3)
- Eva LaRue dans :
  - Les Experts : Miami (2005-2012) : Natalia Boa Vista (153 épisodes)
  - Esprits criminels (2013) : l'agent Tanya Mays (saison 9, épisode 3)
  - Les Feux de l'amour (2019-2020) : Celeste Rosales (17 épisodes)
- Claire Bronson dans :
  - Bloodline (2015) : Dr Andrea Weston (saison 1, épisodes 2 et 8)
  - Ozark (2018) : Susan Blake (saison 2, épisodes 3 et 8)
  - Mr. Mercedes (2019) : Marjorie Saubers (saison 3)
- Diane DiLascio[6] dans :
  - Les Experts (2005) : Yvonne Hawkins (saison 5, épisode 17)
  - Justice (2006) : Deb Cole (épisode 6)
- Kate Greenhouse dans :
  - Missing : Disparus sans laisser de trace (2005-2006) : Janice Pollock (saison 3)
  - Alphas (2012) : Patty Hicks (saison 2, épisode 5)
- Stana Katic[6] dans :
  - Castle (2009-2016) : le lieutenant puis capitaine Kate Beckett (173 épisodes)
  - Absentia (2017-2020) : l'agent spécial Emily Byrne (30 épisodes)
- Jenna Elfman dans :
  - Damages (2012) : Naomi Walling (saison 5)
  - Royal Pains (2013) : Lacy (saison 5, épisode 11)
- Heidi Armbruster dans :
  - Younger (2015-2021) : Michelle (7 épisodes)
  - Tommy (en) (2020) : la présidente (épisode 11)
- Rosemarie DeWitt dans :
  - The Staircase (2022) : Candace Hunt Zamperini (mini-série)
  - The Boys (2024) : Daphne Campbell (saison 4)

- 2004-2005 : Summerland : Anastacia Dubois (Serena Scott Thomas)
- 2004-2010 : Lost : Les Disparus : Cindy Chandler (Kimberley Joseph) (13 épisodes)
- 2006 / 2020 : Supernatural : Jenny (Christine Chatelain) (saison 1, épisode 20 et saison 15, épisode 20)
- 2007 : Deux princesses pour un royaume : Airodfay (Tinsel Korey) (mini-série)
- 2007 : Dead Zone : Daisy Hansen (Marianne Farley) (saison 6, épisode 8)
- 2007-2008 : Post mortem : Victoria Koch (Tina Bordihn)
- 2007 / 2022 : Boris : Ana Canestri (Cecilia Dazzi) (saison 1, épisode 7 et saison 4, épisode 6)
- 2008 : My Own Worst Enemy : Mary Grady (Missy Yager)
- 2008 : Harley Street : Kate Fielding (Polly Maberly)
- 2010 : Journal intime d'une call girl : Camilla (Nadia Cameron-Blakey) (saison 3)
- 2011-2015 : Blue Bloods : Laura Trent (Jennifer Restiva) (7 épisodes)
- 2012 : Major Crimes : Laurie Barlow (Kari Coleman) (saison 1, épisode 5)
- 2013 : Elementary : Eileen Rourke (Stephanie Kurtzuba)
- 2013-2015 : Les Enquêtes de Murdoch : Jean Hamilton (Helen Johns) (3 épisodes)
- 2014-2015 : Bankerot : Hannah (Rikke Louise Andersson)
- 2015-2016 : Blunt Talk : Celia (Dolly Wells) (20 épisodes)
- 2016 : Berlin Station : Ruth Iosava (Julika Jenkins (en))
- 2016 : Game of Thrones : Dame Cigogne (Essie Davis) (saison 6)
- 2016-2017 : Black Sails : Mme Hudson (Anna-Louise Plowman) (15 épisodes)
- 2016-2017 : One Mississippi (en) : Vicky Nguyen (Adora Dei)
- 2016-2017 : Oucast : Betsie (Lacy Camp)
- 2017 : Meurtres au paradis : Lucy Chapman (Anna Crilly) (saison 6, épisode 5)
- 2018-2019 : Black Lightning : Rose Lawson (Whitney Christopher) (saison 2, épisodes 1 et 13)
- 2019 : Les Désastreuses Aventures des orphelins Baudelaire : Brucie (Keegan Connor Tracy) (saison 3, épisodes 1 et 2)
- 2019 : Mr. Robot : la caissière (Susan Barnes Walker) (saison 4, épisode 4)
- 2019 : Dublin Murders (en) : Margaret Devlin (Kathy Monahan) (7 épisodes)
- 2019-2020 : Truth Be Told : Le Poison de la vérité : Erin Buhrman (Annabella Sciorra) (8 épisodes)
- 2020 : Professionals (en) : ? (?)
- 2020 : Devils : Claire Stuart (Jemma Powell) (saison 1)
- 2020-2021 : Red Light (nl) : Luci Vermeulen (Sofie Decleir (nl))
- 2021 : Modern Love : Allison (Susan Blackwell) (saison 2, épisode 6)
- 2021 : Debris : Julia Maddox (Jennifer Copping)
- 2021-2023 : Nancy Drew : Rebecca (Nicole Oliver) (6 épisodes)
- 2022 : As We See It : Teresa Cardenas (Angela Fornero)
- 2022 : Devil in Ohio : Dr Suzanne Mathis (Emily Deschanel) (mini-série)
- 2022 : Dahmer - Monstre : L'Histoire de Jeffrey Dahmer : Emily Soo (Sarah Chang) (mini-série)
- 2022 : Stargirl : Delores Winters (Meredith Garretson) (saison 3, épisode 12)
- 2022-2023 : How I Met Your Father : Naomi (Tessa Auberjonois)
- depuis 2022 : The Cleaning Lady (en) : Fiona de la Rosa (Martha Millan)
- 2023 : Extrapolations : Dr Zollner (Elizabeth Sun) (saison 1, épisode 6)
- 2023 : Black Knight : la présidente Chae Jin-gyeong (Jin Kyung)
- 2023 : Lessons in Chemistry : Mme Carol Fillis (Tristen Macdonald)
- 2023 : Yoh! Christmas (en) : Melanie (Tiffany Barbuzano (en))
- 2025 : MobLand : O'Hara (Lisa Dwan)
- 2025 : Too Much : Aiko Remen (Kaori Momoi)

#### Séries d'animation
- 2012-2015[n 1] : Brickleberry : Ethel et la gouverneure Melcher
- 2013 : Totally Spies! : Victoire du Logis (saison 6, épisode 14)
- 2014 : La Légende de Korra : P'Li, Hou-Ting (la Reine de la Terre), Eska (2e voix)
- 2015 : Linkers, codes secrets : la mère de Phil (création de voix)
- 2018-2022 : Paradise Police : la maire Karen Crawford, Rachel Maddow, Stacy, Dame Gertrude et voix additionnelles
- 2019-2021 : Les Aventures de Nasredine : Khadija (création de voix)
- 2021 : Harriet l'espionne : Mme Welsch
- 2022 : Farzar : la reine Flammy
- depuis 2023 : Les Carnets de l'Apothicaire : la narratrice
- 2024 : A Condition Called Love : la mère de Hotaru et la grand-mère de Hananoi
- 2025 : My Happy Marriage : Fuyu Kudō (saison 2)

### Jeux vidéo
- 2007 : Clifford : Sur l'île de Birdwell : Cléo, Mlle Annette, Lily La Vallée
- 2007 : Clifford : En avant la musique ! : Cléo, Mlle Annette
- 2009 : League of Legends : Lissandra
- 2010 : World of Warcraft : Cataclysm : Tarecgosa
- 2012 : World of Warcraft : Mists of Pandaria : Tatie brume d'orage
- 2014 : Thief : Erin
- 2014 : The Crew : Zoé Winters
- 2014 : Tropico 5 : Veronica Veneno
- 2015 : King's Quest : Chapitre 1 : Muriel Hobblepot
- 2016 : Mafia III : voix additionnelles
- 2016 : Dishonored 2 : plusieurs marchands et civils
- 2016 : King's Quest : Chapitre 3 : Reine Valanice
- 2017 : Dishonored : La Mort de l'Outsider : Courtney et des Civils
- 2017 : For Honor : Raider
- 2019 : Tom Clancy's The Division 2 : Jupiter
- 2020 : Final Fantasy VII Remake : Mme Folla
- 2020 : Fallout 76: Wastelander : Goule
- 2020 : Legends of Runeterra : Lissandra
- 2023 : Song of Nunu: A League of Legends Story : Lissandra
- 2024 : Final Fantasy VII Rebirth : voix additionnelles

### Direction artistique
Films
- 2017 : La Femme la plus détestée d'Amérique[7]
- 2019 : Marriage Story[7]
- 2021 : Lulli (en)

Téléfilms
- 2014 : Le Médaillon de Noël
- 2014 : Joyeux Noël Grumpy Cat !
- 2015 : Une mélodie de Noël
- 2015 : Les Secrets de Turkey Hollow (en)
- 2015 : Embarquement immédiat pour Noël

Séries télévisées
- 2001-2009[8] : According to Jim (avec Ninou Fratellini)
- 2014-2016 : Normal Street (en)
- 2016-2020 : Arrow (saisons 5 à 8, avec Guillaume Orsat)
- 2016-2020 : The A Word (avec Ninou Fratellini et Taric Mehani)
- 2019[9] : Wu-Tang: An American Saga (avec Anne Mathot, Guillaume Orsat et Adeline Forlani)
- 2019 : Dolly Parton's Heartstrings
- 2020 : Tommy (en)
- 2021 : Turner et Hooch (en) (avec Guillaume Orsat)
- 2021 : Red Election (en) (version Dubbing Brothers)
- 2021-2022 : Snowdrop (avec Guillaume Orsat)
- 2023 : Tête à tête (en)
- 2023 : Lucky Hank (en)
- 2024 : Cristóbal Balenciaga (mini-série)
- 2024 : Meurtres et Autres Complications

Séries d'animation
- 2012 : Maya l'abeille (saison 1, avec Nathalie Homs)
- 2013 : Totally Spies![5] (saison 6)
- 2019-2021 : Les Aventures de Nasredine
- 2022 : Je s'appelle Groot (mini-série)

Web-série
- 2022 : How to Build This

## Livres audio
- Mon premier livre sonore des animaux (Milan jeunesse)
- Les Comptines, album 3 (Milan jeunesse)
- Les Histoires Bordas
- « Le Petit Chaperon rouge » (Milan jeunesse)